# 粉嶺

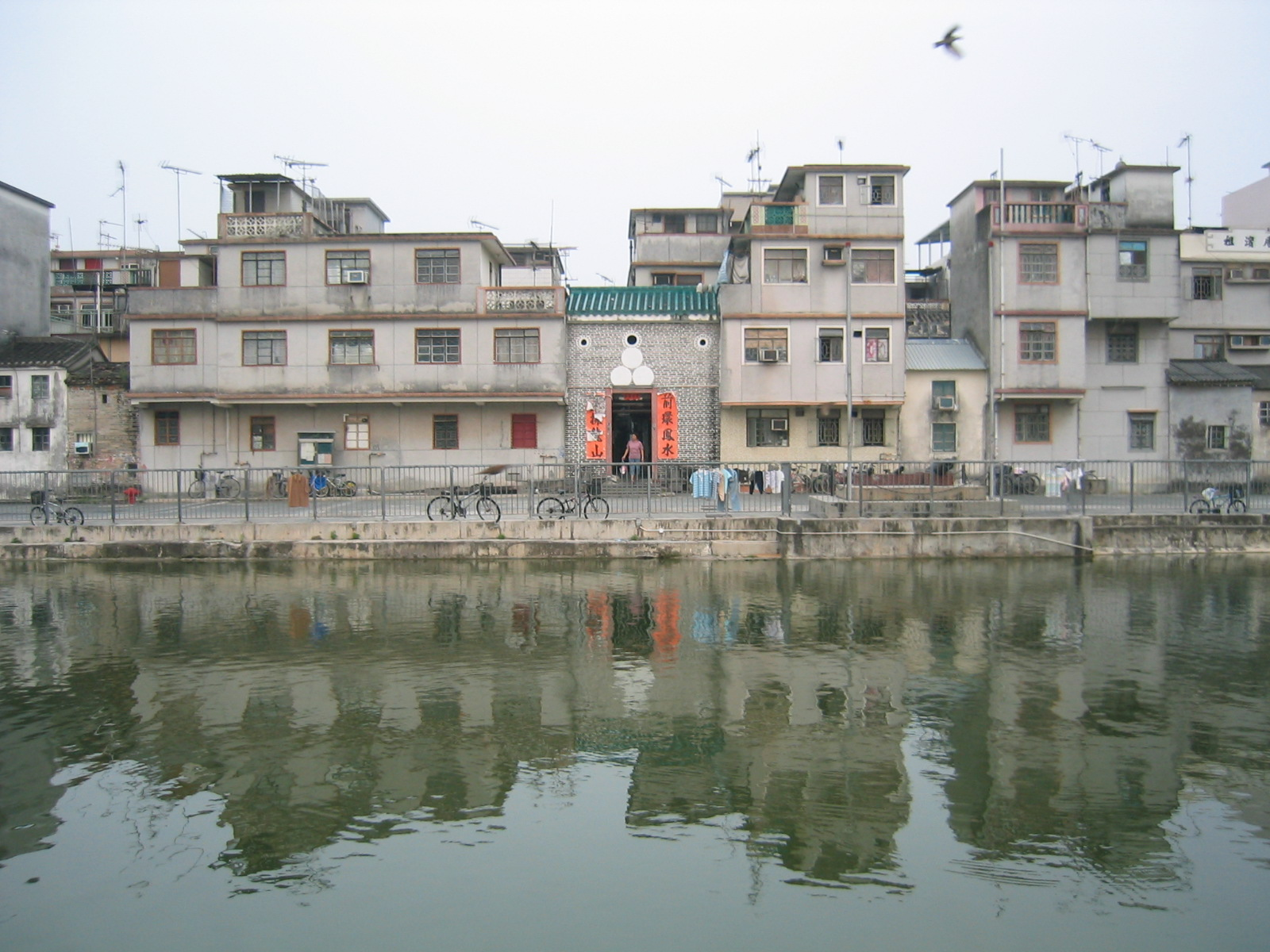
粉嶺囲村

粉嶺（ふんれい、広東語読み: ファンレン、英語名同じ、Fanling）は、香港新界北東部の住宅、商業地区である。隣の上水（広東語読み: ションショイ、英語名同じ、Sheung Shui）と並び、香港18区のひとつ北区の商業と行政の中核をなしている。MTR東鉄線粉嶺駅が玄関口であり、駅前には大型ショッピングモールと住宅団地が林立する。また香港有数の公営大規模墓地として有名な和合石墳場があることでも知られる。
粉嶺の駅前は、むしろKCR開通後に開けた場所で、もともとの市街地として栄えた集落は、駅前から1キロほど北東に行った聯和墟（れんわきょ、広東語読み: リュンウォーホイ、英語名同じ、Luen Wo Hui）である。
それゆえ、粉嶺駅前とは別に、この聯和墟にも大きなショッピングセンターとバスターミナルがあり、中心地としての雰囲気を垣間見ることができる。こちらには鉄道こそないものの、香港島への直通バスの粉嶺地区の起終点は、こちらになっていることは、聯和墟がこの地区でのもうひとつの中心地となっている点で、注目に値する。また聯和墟は高級なマンションがあり、庶民向けの政府系団地の多い粉嶺駅前とは対照的である。
粉嶺は、深圳との国境の街沙頭角への道路、沙頭角公路の起点でもあり、そちらへ行くバスの玄関口でもある。ここからは、香港側の沙頭角へ行く九龍バス78K線と、新界区専線ミニバス55K線が出ている。香港側の沙頭角へは、もとから沙頭角に住んでいた住民以外は立ち入りが禁止されている。それ以外の者は通行許可証が必要であり、この申請は、ここ粉嶺にある上水警察署の専用窓口で行う。ただし、通行許可証をうけられるのは、もとから沙頭角に住んでいた住民と友人、親戚などのつながりがあり、その住民の承諾を得ている者（申請書に、関係住民の住所と氏名の明記が必要である）と、この住民にかかわる仕事をする人とその車両（運送業、商業など）のみである。つまりこれらとかかわりのないものは、たとえ香港の永久的市民であったとしても、立ち入りが許可されない。